# Olapa notia
Olapa notia is een vlinder uit de familie spinneruilen (Erebidae), onderfamilie donsvlinders (Lymantriinae). De wetenschappelijke naam van deze soort is voor het eerst geldig gepubliceerd in 1959 door Collenette.
De soort komt voor in tropisch Afrika.